# Memecylon gracile
Memecylon gracile är en tvåhjärtbladig växtart som beskrevs av Richard Henry Beddome. Memecylon gracile ingår i släktet Memecylon och familjen Melastomataceae. Inga underarter finns listade i Catalogue of Life.